# Raoul Le Mouton de Boisdeffre

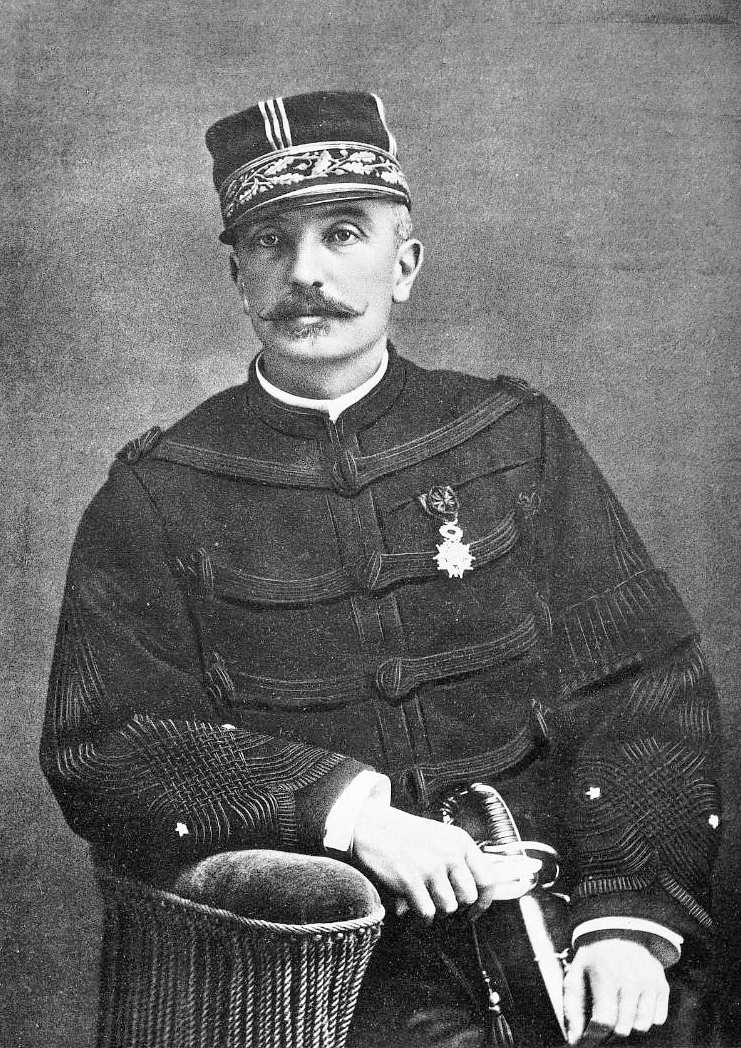
Raoul Le Mouton de Boisdeffre.

Raoul François Charles Le Mouton de Boisdeffre, född den 6 februari 1839 i Alençon, död 24 augusti 1919 i Paris, var en fransk general.
de Boisdeffre deltog som generalstabsofficer i slaget vid Sedan och sändes sedan i ballong från Paris till general Antoine Eugène Alfred Chanzy. Han åtföljde 1873 Chanzy till Alger och var 1878–82 militärattaché i Sankt Petersburg. År 1892 blev de Boisdeffre divisiongeneral och 1894 chef för generalstaben. Han motsatte sig 1897 revisionen av Dreyfusprocessen och fick, sedan överste Hubert-Joseph Henry avslöjats som bedragare, avgå från sin befattning. Han erhöll avsked 1904.